# Yasuhiro Okuyama
Yasuhiro Okuyama (japanisch 奥山 泰裕 Okuyama Yasuhiro; * 21. November 1985 in der Präfektur Miyagi) ist ein ehemaliger japanischer Fußballspieler.

## Karriere
Okuyama erlernte das Fußballspielen in der Jugendmannschaft von Shiogama FC und der Universitätsmannschaft der Tōhoku-Gakuin-Universität. Seinen ersten Vertrag unterschrieb er 2008 bei JEF United Chiba. Der Verein spielte in der höchsten Liga des Landes, der J1 League. 2009 wechselte er zum Drittligisten Gainare Tottori. 2010 wurde er mit dem Verein Meister der Japan Football League und stieg in die J2 League auf. Am Ende der Saison 2013 stieg der Verein in die J3 League ab. 2015 wechselte er zu ReinMeer Aomori FC. Ende 2019 beendete er seine Karriere als Fußballspieler.